# داگ وزین
داگ وزین (انگلیسی: Doug Weight؛ زادهٔ ۲۱ ژانویهٔ ۱۹۷۱) بازیکن هاکی روی یخ اهل ایالات متحده آمریکا است.
وی همچنین برندهٔ جوایزی همچون جام استنلی شده‌است.
از باشگاه‌هایی که در آن بازی کرده‌است می‌توان به نیویورک رنجرز، کارولینا هوریکانز، ادمونتون اویلرز، و آناهایم داکس اشاره کرد.